# Лама Пецоли (Ровиго)
Лама Пецоли је насеље у Италији у округу Ровиго, региону Венето.
Према процени из 2011. у насељу је живело 1334 становника. Насеље се налази на надморској висини од 0 м.